# Samsun (traghetto)
Il Samsun è stato un traghetto, appartenuto dal 2004 2021 alla compagnia di navigazione turca Deniz Cruise & Ferry Lines, in servizio dal 2016 al 2021 per la Turkish Maritime Education Foundation come nave scuola.

## Servizio
Varato il 31 agosto 1984 nel Stocznia Szczecinska im A. Warskiego di Stettino con il nome di Samsun e consegnato nel giugno del 1985 alla Turkish Maritime Lines, prende servizio nello stesso anno nei collegamenti tra Smirne e Venezia, aggiungendosi al gemello Ankara.
Il 4 maggio 1989 si arena all'ingresso del canale di Corinto, venendo successivamente disincagliato e trasferito al Pireo per le necessarie riparazioni.
Nei primi anni 2000 viene trasferito nei collegamenti tra Çeşme e Brindisi.
Nel novembre del 2004 viene venduto alla Deniz Cruise & Ferry Lines insieme al gemello Ankara e, dopo alcuni lavori di ristrutturazione, il 16 giugno 2006 torna in servizio nei collegamenti tra Istanbul ed Smirne.
Nel 2007 viene trasferito nei collegamenti tra Istanbul, Cesme, Bodrum e Izmir insieme al gemello Ankara.
Da fine febbraio a fine aprile del 2011 viene impiegato nell'evacuazuone degli sfollati della guerra civile libica da Bengasi, Tripoli e Misurata alla Turchia e all'Egitto.
Terminato il servizio umanitario viene noleggiato all'Adriatica Traghetti e il 25 settembre salpa da Istanbul per Bari, dove, una volta giunto il 29, prende servizio due giorni dopo nei collegamenti tra lo scalo pugliese e Durazzo.
Il 13 gennaio 2012 termina il noleggio e salpa per Cesme, dove giunge il giorno successivo, venendo posto in disarmo.
Nello stesso mese viene noleggiato all'amministratore dell'isola indiana delle isole Andamane e Nicobare ed il 27 gennaio salpa per Port Blair, dove giunge il 20 febbraio.
Due giorni dopo viene consegnato alla società noleggiatrice ed il 4 marzo prende servizio nei collegamenti tra Port Blair, Nancowry e Campbell Bay, trasportando tuttavia un massimo di solo 340 passeggeri.

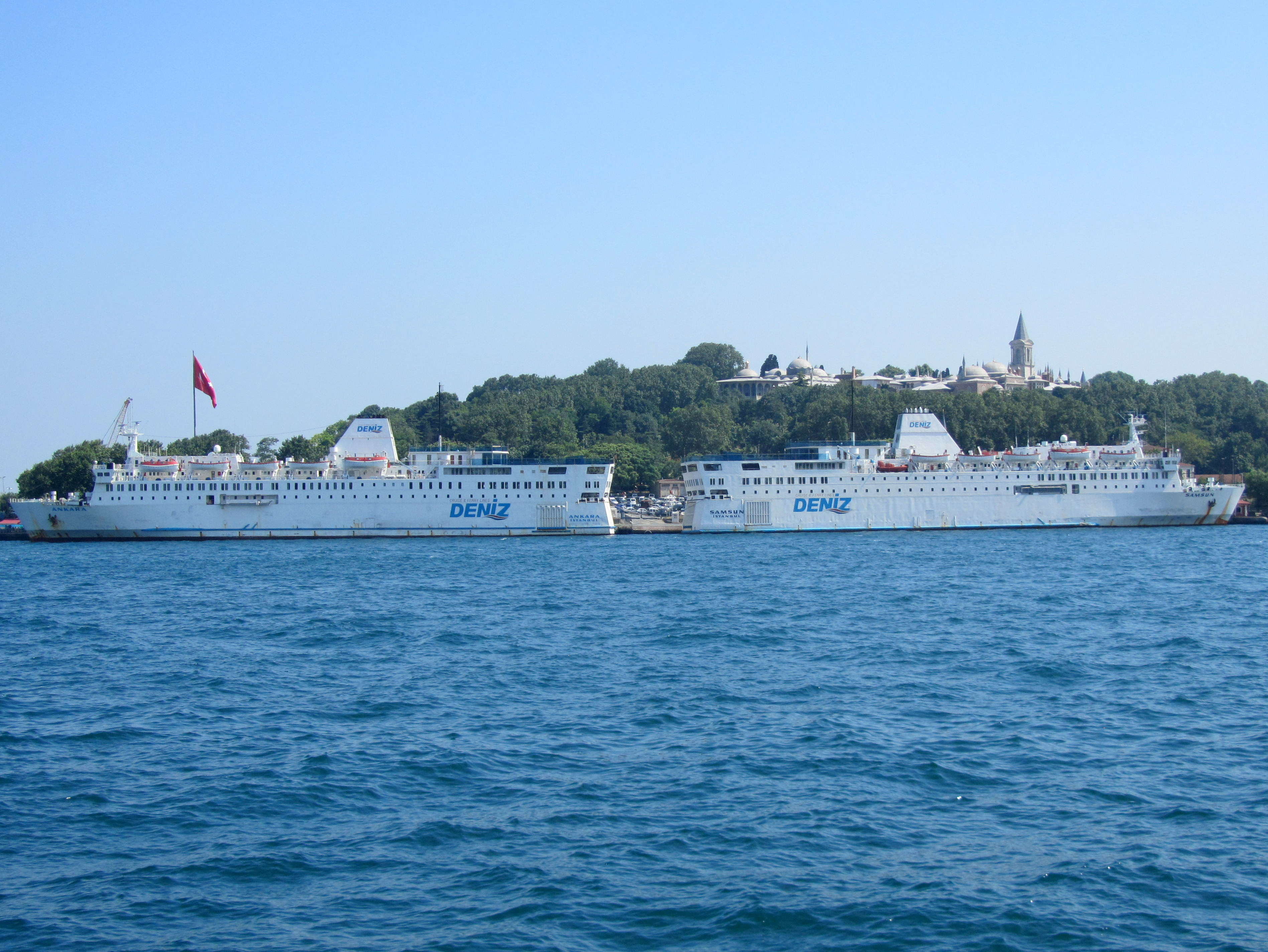
Il Samsun ormeggiato a Istanbul insieme al gemello Ankara nel 2011.

Nel 2013, con la cessazione delle attività della Deniz Cruise & Ferry Lines, viene disarmato a Istanbul insieme all'Ankara.
Il 7 ottobre 2016, dopo circa 3 anni di disarmo, viene noleggiato Turkish Maritime Education Foundation per essere impiegato come nave scuola per corsi di formazione e tirocinio degli allievi.
Sottoposto a lavori di ristrutturazione, il 10 luglio 2017 salpa per la sua prima traversata come nave scuola.
Nei primi mesi del 2021 viene venduto per la demolizione ai cantieri turchi di Aliağa, dove viene spiaggiato il 4 maggio, dopo essere salpato da Istanbul due giorni prima.

## Navi gemelle
- Galaxy
- Dalmatia
- Pîrî Reis Üniversitesi
- TCG Iskenderun